# Uskoplje (Konavle)
Uskoplje is een plaats in de gemeente Konavle in de Kroatische provincie Dubrovnik-Neretva. De plaats telt 124 inwoners (2001).